# Mietta
Mietta, pseudonimo di Daniela Miglietta (Taranto, 12 novembre 1969), è una cantante, attrice e scrittrice italiana.
Dotata di una voce da soprano, raggiunge la notorietà nel 1989 con la vittoria al 39º Festival di Sanremo nella categoria Nuovi con il brano Canzoni. L'anno seguente, insieme con Amedeo Minghi, canta il brano Vattene amore, che riscuote grande successo, classificandosi al terzo posto.
A oggi ha venduto oltre cinque milioni di dischi e partecipato a otto edizioni del Festival di Sanremo. Nella sua filmografia ha all'attivo nove ruoli, mentre come scrittrice, due romanzi.

## Biografia

### Anni ottanta
Si avvicina alla musica in età adolescenziale, quando frequenta una scuola di canto e recitazione e forma una cover band, le Ciak, con altre due ragazze. Nel 1987, con lo pseudonimo Mietta (suggerito da Claudio Mattone), partecipa e vince un concorso indetto dal Radiocorriere TV e Fonit Cetra, alla ricerca di un nuovo volto per il canto e la recitazione. Esordisce così come attrice nello sceneggiato radiofonico Nasce una stella, radionovella su una aspirante popstar, di circa 240 puntate, per Radiouno, emittente radiofonica della Rai. L'ultima puntata coincide con l'esordio al Festival di Sanremo 1988, col brano Sogno, scritto dallo stesso Mattone. Nello stesso anno partecipa, insieme con numerosi altri artisti, al progetto benefico Per te Armenia.

#### Sanremo 1989: la vittoria
Nel 1989 vince il relativo Festival di Sanremo nella categoria "Nuovi" con Canzoni, scritta da Amedeo Minghi e Pasquale Panella, ottenendo anche il Premio della Critica (dal '96 Premio della Critica "Mia Martini") e il Telegatto d'argento come "Miglior rivelazione" dell'anno. Ottiene anche il disco d'oro per le oltre 100 000 copie vendute del 45 giri.

### Anni novanta

Da sinistra: Mietta, Mia Martini e Paola Turci mentre posano con il Premio della critica vinto nel corso del Festival di Sanremo del 1989

Nel 1990, in coppia con Amedeo Minghi, arriva terza al Festival di Sanremo con Vattene amore: il singolo vince l'OGAE Song Contest e dieci dischi di platino (per le oltre 400 000 copie vendute solo in Italia nello stesso anno), divenendo uno dei brani più popolari della storia della canzone italiana. Subito dopo esce in vari paesi europei il suo primo album Canzoni, che viene premiato con un disco di platino (470 000 copie vendute). Le vengono assegnati anche due Telegatti: uno "speciale" per Vattene amore, l'altro come "Migliore cantante femminile" dell'anno.
Nel 1991 è di nuovo al Festival di Sanremo con Dubbi no, singolo nuovamente firmato da Amedeo Minghi e Pasquale Panella, che ottiene il disco d'oro. A pochi mesi di distanza dal Festival esce il secondo album Volano le pagine (due dischi di platino per le oltre 250 000 copie vendute), contenente anche Il gioco delle parti, composta per lei da Mariella Nava, brani scritti da Mango e da Biagio Antonacci e la cover di Lover Man. Mietta riceve nuovamente un Telegatto come "Miglior cantante femminile" dell'anno e Canale 5 trasmette un suo concerto registrato a Jesolo.
Nel 1992 esce il terzo album Lasciamoci respirare, registrato a Londra e suonato da musicisti statunitensi, tra i quali Geoff Westley. La title track, Lasciamoci respirare, scritta da Biagio Antonacci, è cantata da Mietta in duetto con l'attore Francesco Nuti. Per questo lavoro, premiato con la Vela d'oro e un disco d'oro (oltre 56 000 copie vendute in soli tre giorni), la cantante esordisce come autrice in due brani e sceglie l'attore Brando Giorgi per i videoclip dei singoli di lancio: Gente comune e Acqua di mare.
Nel 1993 partecipa al Festival di Sanremo con una canzone scritta da Nek, Figli di chi, accompagnata dal gruppo dei Ragazzi di Via Meda. Il collettivo che l'accompagna è formato da giovani artisti coi quali, in seguito alla partecipazione sanremese, prenderà parte a una tournée teatrale. Nel 1994 pubblica Cambia pelle: l'album, disco d'oro per le oltre 90 000 copie vendute, segna una svolta funky e blues e da esso viene estratto il singolo Fuori da te, che raggiungerà la vetta dell'airplay radiofonico. Nello stesso anno vi è l'incontro con Riccardo Cocciante, col quale duetterà in due brani per il suo album Un uomo felice.
Nel 1995 pubblica Daniela è felice, album che mescola arrangiamenti trip hop ad atmosfere R&B e hip-hop, interamente scritto e prodotto da Michele Centonze: tra i musicisti partecipanti, anche il bassista Saturnino Celani. Il video del brano Oggi Dani è più felice, realizzato dal regista Giuseppe Capotondi, verrà premiato come Miglior video straniero in Inghilterra. Nel 1996 doppia il personaggio di Esmeralda nel film d'animazione di Walt Disney Il gobbo di Notre Dame e prende parte alla relativa colonna sonora di Alan Menken, cantando Dio fa qualcosa. La Buena Vista la premia come Miglior doppiaggio femminile europeo, preferendola così a Demi Moore (doppiatrice in lingua inglese del medesimo personaggio). Nello stesso anno Mietta e Natalia Estrada compaiono come attrici nel video Menta e rosmarino di Zucchero Fornaciari, dirette da Stefano Salvati.
Nel 1997 esordisce come attrice drammatica ne La piovra 8 - Lo scandalo di Giacomo Battiato, recitando al fianco di Luca Zingaretti e Raoul Bova. Lo stesso anno firma un contratto con la WEA che durerà fino al 2003. Nel 1998 pubblica La mia anima, album totalmente improntato alla black music. Angeli noi, cover in italiano di We All Need Love di Domenic Troiano, staziona per sei mesi ai primi posti del music-control. Nel disco, oltre alle cover di Donna Summer e Anita Baker, compare anche Un uomo per cui ucciderei, scritta per lei da Big Fish e Tormento. Nel 1999 recita nella fiction L'ispettore Giusti di Sergio Martino, al fianco di Enrico Montesano.

### Anni 2000
Nel 2000 pubblica il suo primo album raccolta Tutto o niente (disco di platino per le oltre 100 000 copie vendute), contenente anche Fare l'amore, scritta da Pasquale Panella con Mango e presentata al Festival di Sanremo di quell'anno, più Ancora insieme a te, cover degli Shalamar che presenta invece al Festivalbar. L'anno successivo interpreta un cameo, nel ruolo della benzinaia, nel film Joy - Scherzi di gioia di Adriano Wajskol. Nel 2001 recita nel film TV Donne di mafia di Giuseppe Ferrara con Tosca D'Aquino e Barbara D'Urso.
Nel 2002 pubblica il singolo Shīsā, cui farà seguito l'anno dopo l'album Per esempio... per amore, album dalle sonorità electro-pop e arabeggianti realizzato con la collaborazione dei fratelli Mango. Nel 2004 partecipa al Festival di Sanremo in coppia con Morris Albert con il brano Cuore, mentre l'anno dopo partecipa alla seconda edizione del reality show musicale di Rai 2, Music Farm. Nello stesso anno esce, solamente per le radio, il singolo R&B Bugiarda, scritto da Dee Kay (autore e produttore dei Blue), con testo di Francesca Touré e Marco Ciappelli, a cui partecipa la rapper Marya.
Nel 2006, dopo aver duettato con Renato Zero nello «Zero Movimento Tour», pubblica l'album 74100 (il titolo deriva dal CAP della sua città natale, Taranto), anticipato dal singolo Il fiore (di Jerico): nel videoclip del brano, Mietta appare anche crocifissa. L'album, prodotto da Fabio Massimo Colasanti, vira verso il pop rock e includendo collaborazioni con Simone Cristicchi, Mariella Nava, Neffa, Valeria Rossi e Mario Venuti, tra gli altri.
Due anni dopo, torna al Festival di Sanremo con il brano Baciami adesso, che nella serata dei duetti viene eseguito a cappella assieme ai Neri per Caso. Nel video del brano, girato interamente a Parigi, è protagonista con Vittorio De Franceschi, concorrente del reality show quinta edizione del reality show L'isola dei famosi. Per il Dopofestival di Rai 1 esegue invece, assieme a Elio e le Storie Tese, una cover di Higher Ground. A ridosso della kermesse viene pubblicato il nuovo album Con il sole nelle mani, scritto in gran parte da giovani cantautori quali Nicolò Agliardi, Ania Cecilia e Daniele Ronda.
Sempre nel 2008, collabora con i Buio Pesto per la realizzazione in lingua genovese di Baciami adesso (Baxime nescio), pubblicata nell'album del gruppo Liguria, e partecipa anche al Festival Gaber, tenutosi a Viareggio in omaggio proprio a Giorgio Gaber. Il 21 giugno 2009 è una delle protagoniste di Amiche per l'Abruzzo, concerto-evento allo stadio San Siro di Milano in favore dei terremotati dell'Aquila. Il duetto con Irene Fornaciari in Madre dolcissima di Zucchero Fornaciari viene inserito nel relativo DVD realizzato sempre a scopo benefico, uscito a un anno di distanza.

### Anni 2010
Il 26 ottobre 2010 esce Donne dei Neri per Caso, album di cover eseguite in duetto con varie voci femminili italiane e che comprende anche la collaborazione con Mietta nel brano Baciami adesso, a distanza di due anni dalla performance sul palco sanremese. Il 9 marzo 2011 esce l'audiolibro L'ultimo elfo, il fantasy di Silvana De Mari, recitato da Mietta. Il 18 marzo 2011 esce Due soli, singolo che anticipa l'uscita dell'album omonimo su etichetta Carosello Records, al quale collaborano Niccolò Agliardi, Emiliano Cecere, Saverio Grandi, Marco Ciappelli e Kaballà, nonché la stessa Mietta, sia come autrice sia come compositrice. Il 20 aprile 2011 esordisce come scrittrice con il romanzo L'albero delle giuggiole.
Il 13 maggio 2011 è in rotazione radiofonica Io no, secondo singolo estratto dall'album e dedicato a Sakineh Mohammadi Ashtiani. Dal 29 settembre 2011 partecipa come tutor al talent show di Rai 2 Star Academy. Nel 2012 prende parte, come imitatrice, alla seconda edizione del talent di Rai 1, Tale e quale show. L'anno successivo è tra gli ospiti fissi dello show del sabato sera in diretta su Raiuno, I migliori anni. Il 13 novembre dello stesso anno esce Per Gaber... io ci sono, triplo cd pubblicato a dieci anni dalla morte di Giorgio Gaber, con la partecipazione di ben cinquanta artisti che hanno reinterpretato i suoi maggiori brani, tra cui anche Mietta con Isteria amica mia. Il 18 luglio 2013 riceve il Premio Lunezia per "il talento interpretativo dimostrato nella sua carriera" e il valore musical-letterario del brano Dubbi No.
Dal 26 maggio 2013 parte dal Blue Note di Milano il tour Dado Moroni incontra Mietta - Quando il Jazz fa Pop. Il repertorio selezionato attinge dalla world music, dal pop colto e dal jazz. Il 26 settembre 2013 esce nelle sale italiane Universitari - Molto più che amici, film di Federico Moccia, della cui colonna sonora fa parte il duetto tra Mietta e gli Arhia nel brano Io per te; il 27 ottobre 2013 esce un nuovo singolo (Poi torni qui) in duetto con il fratello Valerio, del gruppo degli Amper. Nel 2014 per Il Musichione di Rai 2 esegue, coadiuvata da Elio e le Storie Tese, una versione swing di Vattene amore con Franco Cerri alla chitarra e una cover di To love somebody con Nek alla batteria.
Nel 2015 è l'editrice e la voce narrante di Come l'ortica, primo romanzo di Cristina Romano sui disturbi specifici di apprendimento. Nel marzo 2015 parte da Bologna il tour Tango e altre canzoni, che ufficializza l'inedita accoppiata tra Mietta e il duo jazz Marea, fondato da Andrea Dessì (chitarra acustica ed elettrica) nel 2007 e da Massimo Tagliata (fisarmonica e pianoforte). Il 1º maggio 2015 esordisce come conduttrice in occasione del concerto del Primo Maggio di Taranto. In estate partecipa come special guest al tour della band rock dei Ghost e vince, assieme a Dado Moroni, il FIM Award come "Miglior progetto jazz" dell'anno. L'8 novembre 2015 si esibisce al Bologna Jazz Festival in Jazz Songs: il suo nuovo spettacolo musicale in collaborazione con i Marea.
Il 9 maggio 2016 torna sulla scena come attrice nel film Ciao Brother di Nicola Barnaba e come cantautrice con i due inediti della relativa colonna sonora, ovvero Another dream e Non sei solo. In estate riceve l'Ischia Music Award per la sua voce e la sua carriera. Nel 2017 annuncia l'uscita del suo secondo romanzo: Tra l'acqua e l'olio, già presentato in anteprima al Festival del Libro Possibile. Il 27 luglio 2017 esce nelle sale cinematografiche La fuga, il nuovo film d'azione di Stefano Calvagna con Mietta nel ruolo dell'ispettore Falagara.
Il 20 ottobre 2017 escono sui digital store i primi due singoli del progetto discografico con il duo latin jazz dei Marea: Semplice, inedito firmato da Andrea Dessì per la musica e dalla stessa Mietta con Michele Dessì per il testo, e Historia de un amor, cover a ritmo di bolero, che raggiungono rispettivamente il 1º e il 3º posto nella classifica Top 100 Bran Jazz di iTunes. Tra febbraio e marzo 2018 è giudice a Sanremo Young, nuovo talent show di Rai 1, e incide una cover de Il Mondo di Jimmy Fontana per il film Anche senza di te di Francesco Bonelli. Il 24 maggio 2018 esce nelle sale cinematografiche Stato di ebbrezza, il film di Luca Biglione in cui Mietta recita nei panni di Rosa. Il 1º giugno 2018 è ospite del concerto Dodi Day in cui vengono festeggiati i 50 anni di carriera di Dodi Battaglia dei Pooh e dal quale viene realizzato sia un disco sia un dvd.
Dal 16 maggio 2019 è giudice ad All Together Now, il nuovo talent show di Canale 5. Il 28 giugno 2019 esce su tutti i digital store il nuovo singolo Milano è dove mi sono persa, che segna il suo ritorno sulla scena pop. Il brano, da cui è stato tratto il videoclip di Mauro Russo e il remix di Mitch DJ di Radio 105, diviene il caso musicale dell’estate poiché mette in luce le pecche del sistema radio-discografico italiano. Il 10 novembre viene premiata come "Ambasciatrice di Terre di Puglia" 2019 nella cerimonia svoltasi a Milano nella Sala Alessi di Palazzo Marino. Il 15 novembre, tre giorni dopo il suo 50º compleanno, rinnova la sua svolta pop con il singolo Cloro, a cui è legato un video. Dal 4 dicembre è nuovamente giudice ad All Together Now, per la seconda edizione.

### Anni 2020
Il 3 luglio 2020, dopo il lockdown per la pandemia di COVID-19, torna sulla scena pop con un singolo per l'estate Spritz Campari. Quasi in contemporanea, il 12 luglio, esce Mi perdido amor, una rumba gitana in lingua spagnola che rinnova la collaborazione jazz con i musicisti Andrea Dessì e Massimo Tagliata. Dal 4 novembre è nuovamente giudice ad All Together Now, per la terza edizione. A gennaio 2021 è sul set cinematografico di N.E.E.T., diretta dal regista Andrea Biglione, per la sua nona prova d'attrice. Il 26 febbraio 2021 viene smascherata nella finale de Il cantante mascherato, il talent-game show di Rai 1 giunto alla seconda edizione: era lei la Farfalla dalla voce mutevole.
Il 16 luglio 2021 esce in tutti i digital store il nuovo singolo per l'estate, Milano Bergamo, a cui segue il video disponibile su YouTube dal 21. Il 23 settembre 2021 viene ufficializzata in diretta su Rai 1 la sua partecipazione alla sedicesima edizione di Ballando con le stelle. Il dancing show del sabato sera condotto da Milly Carlucci vedrà Mietta concorrente, in coppia con il ballerino cubano Maykel Fonts, a partire dal 16 ottobre. Il 24 ottobre scoppia il "caso Mietta": non vaccinata e positiva al COVID-19 viene eliminata prima provvisoriamente dalla gara e poi definitivamente dopo la negativizzazione e due spareggi persi nella puntata del 13 novembre e dell'11 dicembre.
Dall'11 febbraio 2022 torna a Il cantante mascherato in qualità di ospite della terza edizione per i duetti con le maschere in gara. Il 26 aprile prende parte come concorrente alla prima puntata di Name That Tune - Indovina la canzone, il game show di TV8 giunto alla terza edizione. Dal 24 maggio 2022 invece è giudice, al fianco del conduttore e chef Giorgio Locatelli, in alcune puntate del nuovo cooking show di TV8 e Sky Uno, Home Restaurant. Il 27 settembre 2023, su invito di Amadeus, ripropone il suo tormentone estivo degli anni '90 Angeli noi ad Arena Suzuki, varietà musicale di Rai 1. Sempre in tale occasione, a distanza di 33 anni, si riunirà insieme con Minghi, ospite nella stessa serata, per riproporre Vattene Amore (certificato con l'ennesimo disco d'oro nel medesimo anno).
Tra il 2023 e il 2025 è una delle coach di Io canto Generation, Io canto Family e Io canto Senior, tutti e tre talent show di Canale 5: il primo e l'ultimo sono condotti da Gerry Scotti, mentre il secondo è condotto da Michelle Hunziker. Nella primavera del 2024, dopo aver partecipato a Tale e quale Sanremo è stata ospite nel tour di Renato Zero, Autoritratto - I concerti evento e in quello di Amedeo Minghi, 40 anni da 1950. Il 3 maggio 2024 pubblica il singolo Bang, scritto e prodotto dai Serpenti.

## Vita privata
Negli anni novanta è stata sentimentalmente legata, per un lungo periodo, all'attore e modello Brando Giorgi. In seguito ha instaurato una relazione con un chitarrista, col quale   ha un figlio. Per dedicarsi completamente al figlio, Mietta si prende una pausa dalla carriera fino al 2015.

## Discografia

### Album in studio
- 1990 – Canzoni
- 1991 – Volano le pagine
- 1992 – Lasciamoci respirare
- 1994 – Cambia pelle
- 1995 – Daniela è felice
- 1998 – La mia anima
- 2003 – Per esempio... per amore
- 2006 – 74100
- 2008 – Con il sole nelle mani
- 2011 – Due soli...

### Raccolte
- 2000 – Tutto o niente

## Filmografia

### Cinema
- Joy - Scherzi di gioia, regia di Adriano Wajskol (2002)
- Ciao Brother, regia di Nicola Barnaba (2016)
- La fuga, regia di Stefano Calvagna (2016)
- Stato di ebbrezza, regia di Luca Biglione (2018)
- N.E.E.T., regia di Andrea Biglione (2023)

### Televisione
- La piovra 8 - Lo scandalo, regia di Giacomo Battiato (1997)
- L'ispettore Giusti, regia di Sergio Martino (1999)
- Donne di mafia, regia di Giuseppe Ferrara (2001)

### Doppiaggio
- Esmeralda in Il gobbo di Notre Dame, regia di Gary Trousdale e Kirk Wise (1996)

## Programmi televisivi
- Music Farm (Rai 2, 2005) - concorrente
- Star Academy (Rai 2, 2011) - coach
- Tale e Quale Show 2 (Rai 1, 2012) - concorrente
- I migliori anni (Rai 1, 2013) - concorrente
- Celebration (Rai 1, 2017) - concorrente
- Sanremo Young (Rai 1, 2018) - giurata
- All Together Now (Canale 5, 2019-2020) - giurata
- Il cantante mascherato 2 (Rai 1, 2021) - concorrente
- Ballando con le stelle 16 (Rai 1, 2021) - concorrente
- Name That Tune - Indovina la canzone (TV8, 2022) - concorrente
- Home Restaurant (TV8, Sky Uno, 2022) - giurato
- Boomerissima (Rai 2, 2023) - concorrente
- Celebrity Chef (TV8, 2023) - concorrente
- Back to School 2 (Italia 1, 2023) - concorrente
- Io canto Generation (Canale 5, 2023-2024) - coach
- Tale e quale Sanremo (Rai 1, 2024) - concorrente
- Io canto Family (Canale 5, 2024) - coach
- Io canto Senior (Canale 5, 2025) - coach
- Festivallo (Rai 2, 2025) - co-conduttrice quarta puntata

## Libri
- 2011 –  L'albero delle giuggiole, Apogeo, ISBN 978-8874966998.
- 2016 –  Tra l'acqua e l'olio, Ker, ISBN 978-8894055115.

### Audiolibri
- 2011 – L'ultimo elfo
- 2015 – Come l'ortica

## Partecipazioni a manifestazioni canore

### Azzurro
- 1990: La farfalla - 1º posto

### Cantagiro
- 1993: Acqua di mare

### Festival di Sanremo
- 1988: Sogno - Non Finalista - Sezione Giovani
- 1989: Canzoni - 1º posto - Sezione Giovani
- 1990: Vattene amore (in coppia con Amedeo Minghi) - 3º posto - Sezione Big
- 1991: Dubbi no - 7º posto - Sezione Big
- 1993: Figli di chi (con Ragazzi di Via Meda) - 6º posto - Sezione Big
- 2000: Fare l'amore - 13º posto - Sezione Big
- 2004: Cuore (in coppia con Morris Albert) - 8º posto
- 2008: Baciami adesso - 11º posto - Sezione Big

### Festival Italiano
- 1993: Sto senza te
- 1994: È di nuovo gennaio

### Festivalbar
- 1990: La farfalla e Piccolissimi segreti
- 1991: Il gioco delle parti e Soli mai
- 1994: Cambia pelle
- 1998: Angeli noi
- 2000: Ancora insieme a te

### Un disco per l'estate
- 1998: Angeli noi - 2º posto
- 2002: Shīsā

### Vota la voce
- 1989: Canzoni - 1º posto
- 1990: La farfalla e Vattene amore - 1º posto
- 1991: Dubbi no - 1º posto
- 1993: Sto senza te
- 1994: Fuori da te
- 1995: Tu sei te

## Programmi radiofonici
- 1987: Nasce una stella (attrice e cantante protagonista)

## Riconoscimenti
- 1989: Premio Primo Posto, Nuovi, Festival di Sanremo 1989[15]
- 1989: Premio della Critica Mia Martini, Festival di Sanremo 1989[15]
- 1989: Telegatto d'argento Miglior rivelazione[15]
- 1990: Premio Primo Posto, OGAE Song Contest[112]
- 1990: Telegatto d'oro per Vattene amore (Premio speciale)[15]
- 1990: Telegatto d'oro come Miglior cantante femminile[15]
- 1991: Telegatto d'oro Miglior cantante femminile[15]
- 1992: Vela d'oro per l'album Lasciamoci respirare[113]
- 1995: Premio MTV in Inghilterra, Miglior video straniero, col brano Oggi Dani è più felice[15]
- 1996: Premio Walt Disney come Miglior doppiaggio di Esmeralda in Il gobbo di Notre-Dame[15]
- 2013: Premio Lunezia menzione antologica[114]
- 2013: Premio Ambasciatrice dei Diritti Umani
- 2015: Premio Italia FIM Award Miglior progetto jazz, Mietta & Dado Moroni[115]
- 2016: Ischia Music Award[116]
- 2019: Premio Ambasciatrice di Terre di Puglia